# مزغر
مزغر هي قرية في مقاطعة كليبر، إيران. عدد سكان هذه القرية هو 148 في سنة 2006.